# Charles E. Kearns
Charles E. Kearns (* 1928; † 2000) war ein US-amerikanischer Astronom.

## Leben
Kearns war Mitentdecker des periodischen Kometen 59P/Kearns-Kwee im Jahre 1963 am Mount Palomar. Dort war er Nightly Assistent. Bereits 1957 untersuchte er den Kometen Mrkos (1957d). 1961 entdeckte er zwei Supernovae auf Aufnahmen des Mount Palomar im Rahmen von Forschungsarbeiten für Fritz Zwicky.

## Veröffentlichungen
- Milton L. Humason, C. E. Kearns, Alercio M. Gomes: The 1961 Palomar supernova search. In: Publ. Astron. Soc. Pacific, 1962, 74, S. 215–218.